# Дили, Джастин
Джастин Дили (англ. Justin Deeley, родился 1 февраля 1986 года) — американский актёр и модель.

## Личная жизнь
Джастин Дили родился и вырос в городе Луисвилл, штат Кентукки.

## Карьера
В 2010 переехал в Нью-Йорк, где начал работу модели одновременно получая опыт в качестве актёра. Работал с «Calvin Klein» и «Jockey», рекламируя нижнее бельё. В том же году состоялся его актёрский дебют в ситкоме «Nickelodeon» — «Виктория-победительница».
В 2011 году стало известно, что актёр появится в четвёртом сезоне сериала «90210: Новое поколение» роли ковбоя Остина, с которым Наоми Кларк встретится, купив особняк для себя и своих друзей.

## Фильмография

### Кино
| Кино | Кино                            | Кино               | Кино         | Кино               |
| Год  | Название                        | В оригинале        | Роль         | Примечания         |
| ---- | ------------------------------- | ------------------ | ------------ | ------------------ |
| 2007 | Мановение ока                   | Blink              | Роман        | эпизодическая роль |
| 2009 | Формула любви для узников брака | Couples Retreat    | Тренер       | эпизодическая роль |
| 2010 | Переданный                      | Devolved           | Пит          | роль второго плана |
| 2012 | Последний день на Земле         | Last Day On Earth  | Джон         | роль второго плана |
| 2013 | Злой                            | Wicked             | Зак          | сразу на видео     |
| 2013 | Поношенный ковбой               | Thriftstore Cowboy | Броди Лафлин | роль второго плана |
| 2013 | Географический клуб             | Geography Club     | Кевин        | роль второго плана |

### Телевидение
| Телевидение | Телевидение                | Телевидение                | Телевидение             | Телевидение                                                        |
| Год         | Название                   | В оригинале                | Роль                    | Примечания                                                         |
| ----------- | -------------------------- | -------------------------- | ----------------------- | ------------------------------------------------------------------ |
| 1999        | Пришельцы атакуют. Росвелл | Roswell: The Aliens Attack | Солдат                  | телевизионный фильм                                                |
| 2009        | Потерянные записи          | Lost Tapes                 | Тайлер                  | эпизод «Oklahoma Octopus»                                          |
| 2010        | Виктория-победительница    | Victorious                 | Юноша / Парень на пляже | эпизоды «Survival Of The Hottest» и «Robarazzi» эпизодические роли |
| 2011        | 90210: Новое поколение     | 90210                      | Стриптизёр Терри        | эпизод «To The Future!»                                            |
| 2011-2012   | 90210: Новое поколение     | 90210                      | Остин                   | 17 эпизодов                                                        |
| 2013        | До смерти красива          | Drop Dead Diva             | Пол                     | основной состав 13 эпизодов +                                      |

### Короткометражные фильмы
| Короткометражные фильмы | Короткометражные фильмы | Короткометражные фильмы       | Короткометражные фильмы | Короткометражные фильмы     |
| Год                     | Название                | В оригинале                   | Роль                    | Примечания                  |
| ----------------------- | ----------------------- | ----------------------------- | ----------------------- | --------------------------- |
| 2010                    | Поджаренный тофу        | Fried Tofu                    | Зак                     | короткометражный фильм      |
| 2011                    | Энджела Райт            | Angela Wright                 | Робби                   | короткометражный фильм      |
| 2011                    | Силы Хьюз               | Hughes The Force              | Чез                     | короткометражный фильм      |
| 2012                    | Белоснежка и 7 фильмов  | Snow White & The Seven Movies | Солдат                  | короткометражный фильм      |
| 2012                    | Не исчезай              | Never Fade Away               | Брайс Саттон            | веб-сериал 4 эпизода        |
| 2012                    | Сильвервуд              | BlackBoxTV' Silverwood        | Рик                     | эпизод «The Last Encounter» |